# Geheimen van vrouwen
Geheimen van vrouwen (Zweeds: Kvinnors väntan) is een film van de Zweedse regisseur Ingmar Bergman uit het jaar 1952.
De film werd oorspronkelijk uitgebracht als Wachtende vrouwen. Bij latere commerciële uitgaven werd voor de titel Geheimen van vrouwen gekozen.

## Verhaal
In een villa in Stockholm wachten vier vrouwen op hun echtgenoten, de broers Lobelius, die hen zullen vergezellen op hun zomervakantie. De mannen zijn te laat, en de vrouwen beginnen te vertellen over hun geheimen. Ze spreken over hun liefdes en over hun huwelijksleven. De verhalen van de vrouwen worden steeds gevolgd door de aankomst van hun respectieve mannen.

## Rolverdeling
| Acteur             | Personage        | Beschrijving        |
| ------------------ | ---------------- | ------------------- |
| Anita Björk        | Rakel            | vrouw van Eugen     |
| Eva Dahlbeck       | Karin            | vrouw van Fredrik   |
| Maj-Britt Nilsson  | Marta            | vrouw van Martin    |
| Birger Malmsten    | Martin Lobelius  |                     |
| Gunnar Björnstrand | Fredrik Lobelius |                     |
| Karl-Arne Holmsten | Eugen Lobelius   |                     |
| Jarl Kulle         | Kaj              | vriend van Rakel    |
| Aino Taube         | Annette          | vrouw van Paul      |
| Håkan Westergren   | Paul Lobelius    |                     |
| Gerd Andersson     | Maj              | Marta's jongere zus |
| Björn Bjelfvenstam | Henrik Lobelius  | zoon van Paul       |